# Diecezja Lins
Diecezja Lins (łac. Dioecesis Linensis) – diecezja Kościoła rzymskokatolickiego w Brazylii. Należy do metropolii Botucatu, wchodzi w skład regionu kościelnego Sul 1. Została erygowana przez papieża Pius XI bullą Ea est in praesenti w dniu 21 czerwca 1926.